# Julião Sarmento
Julião Manuel Tavares Sena Sarmento (Lisboa, 4 de novembro de 1948 – Lisboa, 4 de maio de 2021) foi um artista plástico e pintor português.
Autor de uma obra multifacetada, Julião Sarmento inicia atividade nos anos de 1970, enquadrando-se nas práticas artísticas mais avançadas desse período. Na década seguinte afirma-se como um dos artistas plásticos portugueses com maior projeção, nacional e internacional, expondo em galerias e museus de grande prestígio. 
Autor de uma obra extensa que se desdobrou pela pintura, o desenho, a escultura, a fotografia, o filme, o vídeo e a performance, entre outras vertentes. 

## Biografia e obra

Julião Sarmento, Sombra, 1976, filme Super 8, 65'

Frequentou o curso de arquitetura na Escola Superior de Belas Artes de Lisboa entre 1967 e 1974.
A sua carreira artística inicia-se na década de 1970. Será marcada por influências culturais predominantemente anglo-saxónicas e por uma lúcida sintonia com correntes avançadas da arte internacional. Em 1977 (o ano seguinte ao da sua primeira exposição individual, realizada na Sociedade Nacional de Belas Artes) participa na Alternativa Zero, exposição que marca "o primeiro balanço dos trabalhos que em Portugal tomaram como referência as atitudes concetuais e congéneres".
Nessa primeira etapa utiliza meios de expressão diversificados, "postos à disposição dos artistas da década pela revolução das linguagens técnicas e conceptuais". Vemo-lo realizar pinturas, filmes, colagens de materiais heteróclitos, montagens fotográficas ou encenações de textos onde coloca em jogo elementos que se tornarão "essenciais à caracterização da totalidade do [seu] discurso artístico". Sarmento utiliza dispositivos que vão da apropriação de imagens e citações literárias à fragmentação das formas, pondo-os ao serviço de um discurso plástico onde as noções de tempo, de desejo, ou a pulsão erótica, são determinantes, criando elos que unem as fases sucessivas da sua obra: "Aquilo que faço hoje faz parte do que fiz ontem", disse Sarmento em 1997, "e do que fiz há vinte anos, e do que farei amanhã".
A propósito das obras da década de 1970 (onde se enunciam já alguns dos princípios geradores do seu trabalho futuro), João Pinharanda afirma: "Se numas peças a questão do Desejo é tão evidente que se abstratiza [...] , noutras permanece oculta. Em todas, porém, é axial. Já o Tempo se revela claramente em todas elas.  […] As montagens em loop não iludem a radical temporalidade linear do som e da imagem em movimento porque são suficientemente compactas para nos parecerem ações rituais (ou seja, infinitamente repetíveis). Mas são, de facto, as sequências fotográficas […] ou foto-textuais […] e as instalações […] que melhor garantem a convocação dessa dimensão".

Mehr Licht, 1985, técnica mista sobre papel, 200 x 260 cm

No início da década de 1980 Julião Sarmento acompanha a mudança de paradigma – frequentemente associada ao conceito de pós-modernismo –, que determina o «regresso à pintura» (figurativa, de pendor expressionista); e participa na exposição coletiva que, em território nacional, assinala essa inflexão: Depois do Modernismo, SNBA, Lisboa, 1983. A sua pintura torna-se num recetáculo de imagens e modos de pintar heterogéneos (veja-se, por exemplo, Mehr Licht, 1985). Irá gerir "um referencial muito diversificado conjugando citações ora populares ora eruditas. […] O efeito produzido por essa sobreposição remete sobretudo para dois universos, o da literatura e o do cinema, que funcionam como eixos estruturantes da sua obra. […] As suas pinturas confrontam fragmentos, imagens de glamour e de violência, com a palavra que aparece como uma indicação ou aviso, explorando a imagética do inconsciente e o caráter inquietante do intermitente em representação". É nesta fase que participa em duas edições sucessivas da Documenta de Kassel (1982 e 1987), o que terá impacto significativo na sua carreira internacional. 

Being Forced into Something Else, 1991, técnica mista sobre tela, 290 x 268 cm

A partir do final da década de 1980 a sua pintura altera-se, "torna-se mais sóbria e contida, adotando uma depuração quase monacal. É o período das Pinturas Brancas, em que predomina o desenho a grafite sobre fundo branco", onde os corpos quase se desmaterializam, reduzindo-se muitas vezes a fragmentos sugeridos por suaves linhas de contorno, e onde o vemos centrar-se na representação do feminino, que transporta agora "para um novo patamar de subtileza e insinuação". Captando instantes e aspetos fragmentários, ocultando e gerindo intermitências, as suas formas genéricas de mulher (ou de outros personagens) evitam o "retrato e qualquer forma de referência direta. […] Julião trabalha a distância entre os corpos, entre as palavras, as imagens e as repetições. O corpo caído, entrevisto, parcialmente descoberto […] , pernas, saias, mesas, braços presos por cordas […] boca amordaçada, auto-estrangulamento, troncos de mulher, rasgões no vestido, um murro na garganta". "A figura quase nunca tem rosto e está quase sempre vestida […]. A sua situação e as suas ações são sempre ambivalentes, muitas vezes violentas; as linhas divisórias entre prazer e dor […] tornam-se indistintas". A 9 de junho de 1994, foi agraciado com o grau de Oficial da Ordem Militar de Sant'Iago da Espada. É nesta fase, mais especificamente em 1997, que, nas palavras do crítico de arte Alexandre Melo, se dá a sua "plena consagração nacional ao representar Portugal na Bienal de Veneza".
Trabalhando com galerias de renome em Lisboa, Porto, Londres, Berna, Madrid, Barcelona, Munique, Torino, Bruxelas, Nova Iorque, Beverley Hills, São Paulo ou Nagoya, Julião Sarmento construiu uma sólida carreira internacional. A sua obra foi alvo de revisões globais em Witte de Witte (Roterdão, 1991), Centro de Arte Reina Sofia (Madrid, 1992), Fundação Calouste Gulbenkian (Lisboa, 1993, 2000). Em 2011 a Tate Modern, Londres, instalou um Artist Room com obras suas. Em 2012-2013, o Museu de Serralves, Porto, organizou Noites Brancas, a mais completa retrospectiva até hoje realizada do seu trabalho e que lhe mereceu, em 2014, a atribuição do Prémio AICA 2012.
O artista português terá um local onde o público poderá apreciar a sua vasta obra. O Pavilhão Julião Sarmento, que será dirigido por Isabel Carlos, resulta de um acordo de parceria assinado entre a EGEAC e a Associação Julião Sarmento, com um orçamento anual que deve chegar a um milhão de euros. O acordo prevê a entrega em depósito, durante cinco anos, da coleção que tem 1261 de obras de arte. O espaço, situado na Avenida da Índia, em Belém, é propriedade da Câmara Municipal de Lisboa e tem obras de renovação previstas no valor de 4,3 milhões de euros.

## Exposições individuais (seleção)[13]
- "Abstracto, Branco, Tóxico e Volátil", Museu Coleção Berardo, Lisboa, 2022
- "Japanese Traffic Yellow Tide", Center for Contemporary Art CCA Kitakyushu, Kitakyushu, 2021
- "Reel Time", Galeria Cristina Guerra, Lisboa, 2018
- "The Real Thing / La chose, même", Fondation Calouste Gulbenkian, Paris, 2016
- "Julião Sarmento", MAMAC Musée d'Art Moderne et d'Art Contemporain, Nice, 2014
- "Lo Sguardo Selettivo / The Selective Glance", GAM Galleria Civica d'Arte Moderna e Contemporanea, Torino, 2014
- "Índex", MACE Museu de Arte Contemporânea de Elvas, Elvas, 2013
- "Noites Brancas", Serralves - Museu de Arte Contemporâne, Porto, 2012
- "Auto-Retrato", Appleton Square, Lisboa, 2012
- "2000-2010", CAC Centro de Arte Contemporáneo de Málaga, Málaga, 2010
- "Julião Sarmento", Tate Modern, London, 2010
- "Representação oficial portuguesa", Biennale di Venezia, Venezia, 1997